# Всероссийская олимпиада школьников по информатике
Всеросси́йская олимпиа́да шко́льников по информа́тике (также Всеросси́йская олимпиа́да шко́льников по информа́тике и ИКТ) — ежегодное соревнование по информатике для школьников 7—11 классов. Основой олимпиады является программирование.
Олимпиада является частью системы Всероссийских олимпиад школьников и проводится с 1989 года. Ежегодно в заключительном этапе олимпиады принимает участие более 200 школьников из различных регионов России.

## История
Первая Всероссийская олимпиада школьников по информатике прошла в 1989 году, однако ещё до неё в СССР проходила Всесоюзная олимпиада школьников по информатике. Первая Всесоюзная олимпиада проходила с 13 по 20 апреля 1988 года в Свердловске. В этой олимпиаде приняло участие 80 школьников, причём квоты на количество участников из каждой из республик СССР устанавливались пропорционально численности школьников в республике. В то время отсутствовал опыт организации соревнований такого уровня как в СССР, так и в других странах, поэтому организаторам пришлось самостоятельно продумывать формат и содержание олимпиады. С тех пор Всесоюзная олимпиада проходила ещё три раза вплоть до распада СССР — в 1989, 1990 и 1991 годах в Минске, Харькове и Бишкеке соответственно. Сама Всероссийская олимпиада с 1989 по 1991 год носила статус республиканского этапа Всесоюзной олимпиады.
После распада СССР в 1992 году параллельно с Всероссийской олимпиадой прошла Межгосударственная олимпиада, куда были приглашены школьники из государств, входивших в состав СССР, однако свои команды не прислали Азербайджан, Таджикистан и Эстония.
Изначально первый тур олимпиады был теоретическим, а второй предполагал использование компьютеров. Однако начиная с III Всесоюзной олимпиады 1990 года (или с IV Всероссийской) оба тура стали практическими.
При организации олимпиад столкнулись с проблемами тестирования решений, среди них была потребность в большом количестве специалистов, поскольку тесты запускались вручную в присутствии участника. Производилась частичная автоматизация тестирования с использованием сетевых технологий, а начиная с 1999 года процедура тестирования стала полностью автоматической.
С 1992 года статус столицы Всероссийской олимпиады по информатике на 5 лет получил подмосковный город Троицк в связи с наличием там хорошего компьютерного оснащения. Далее статус столицы олимпиады получил на 3 года Санкт-Петербург, а начиная с 2001 года, в связи с развитием экономики страны и информатизацией образования, олимпиада стала проводиться в различных городах России.
| Заключительные этапы олимпиады | Заключительные этапы олимпиады | Заключительные этапы олимпиады | Заключительные этапы олимпиады | Заключительные этапы олимпиады |
| №                              | Дата                           | Место проведения               | Участников (субъектов)         | Примечания |
| ------------------------------ | ------------------------------ | ------------------------------ | ------------------------------ | --- |
| I                              | 1989 год, 21—25 марта          | Красноярск                     | 143                            | Первый тур был теоретическим, на нём требовалось решить 4 задачи и записать решения на каком-либо алгоритмическом языке, а второй практический, на нём предлагалось для решения 2 задачи, а официальным языком тура был объявлен Бейсик. Решения участников оценивались из 175 баллов.                                    |
| II                             | 1990 год, 22—28 марта          | Нальчик                        | ?/?                            | Условия проведения олимпиады были аналогичны условиям I Всероссийской олимпиады. |
| III                            | 1991 год, 22—28 марта          | Красноярск                     | 93                             | Олимпиада проводилась по схеме, аналогичной первым двум олимпиадам, однако максимальное количество баллов составляло 250. |
| IV                             | 1992 год, 22—27 марта          | Троицк                         | 102 (70)                       | Совместно с Всероссийской олимпиадой, также проводилась Межгосударственная олимпиада в Могилёве, собравшая школьников из 12 республик бывшего СССР. Впервые оба тура Всероссийской олимпиады были практическими. На олимпиаде участникам было предложено две задачи, решение каждой из которой оценивалось из 100 баллов. |
| V                              | 1993 год, 23—30 марта          | Троицк                         | 112 (71)                       | Состав участников олимпиады впервые формировался на основе квот, установленных Министерством образования России. На олимпиаде предлагалось для решения 3 задачи, максимальное число баллов составляло 200. |
| VI                             | 1994 год, 23—30 марта          | Троицк                         | 113 (73)                       | Вместе со школьниками 11-х классов на олимпиаде выступили и учащиеся 7—10 классов, однако задачи для всех участников были одинаковыми. |
| VII                            | 1995 год, 23—29 марта          | Троицк                         | 107 (72)                       | На каждом туре участникам было предложено по 3 задачи, что было сделано для соответствия сложившейся практике проведения международных олимпиад. |
| VIII                           | 1996 год, 22—26 марта          | Троицк                         | 110 (72)                       | Время проведения каждого тура было установлено в 5 астрономических часов, что соответствует нормам международных олимпиад. На олимпиаде впервые была предпринята попытка частично автоматизировать проверку решений участников.                                                                                           |
| IX                             | 1997 год, 2—9 апреля           | Санкт-Петербург                | 102                            | Олимпиада проводилась на базе Аничкова дворца. На турах разрешалось пользоваться любой литературой и личными записями, однако было запрещено использовать электронные устройства. Максимальное количество баллов за оба тура составляло 200.                                                                              |
| X                              | 1998 год, 6—12 апреля          | Санкт-Петербург                | 115 (69)                       | X юбилейная олимпиада проводилась по правилам прошлогодней олимпиады. |
| XI                             | 1999 год, 2—8 апреля           | Санкт-Петербург                | 132 (59)                       | При составлении задач жюри учитывало факт того, что 1999 год является годом 200-летия со дня рождения А. С. Пушкина. Помимо школьников из субъектов РФ в олимпиаде приняли участие школьники из Байконура. Впервые на Всероссийской олимпиаде процесс тестирования решений был полностью автоматизирован.                 |
| XII                            | 2000 год, 24—30 марта          | Троицк                         | 125                            | Впервые на олимпиадах такого уровня абсолютными победителями стали сразу два участника: Пётр Митричев и Алексей Круглов, набравшие по 173 балла из 200. |
| XIII                           | 2001 год, 24—30 марта          | Екатеринбург                   | 130 (64)                       | Результаты тестирования решений в реальном времени с помощью проектора выводились на экран в актовом зале, где находились участники олимпиады. Победитель олимпиады показал наилучший возможный результат — 200 баллов из 200, что ранее на Всероссийской олимпиаде по информатике никто не показывал.                    |
| XIV                            | 2002 год, 5—11 апреля          | Пермь                          | 133 (54)                       | Как и ранее, для проверки решений на олимпиаде использовалась автоматизированная система, однако на этой олимпиаде она была значительно усовершенствована для повышения эффективности и надёжности. |
| XV                             | 2003 год, 30 марта—5 апреля    | Санкт-Петербург                | 175 (63)                       | Впервые на олимпиаде был проведён пробный тур. На нём участникам предлагалась одна простая задача, направленная на изучение поведения и возможностей технического обеспечения олимпиады. |
| XVI                            | 2004 год, 11—17 апреля         | Тверская область               | 183 (58)                       | Автоматизированная тестирующая система впервые позволяла не только отправлять решения на проверку, но также давала участникам возможность самостоятельно проверить свои решения на тестах, что позволяло избежать различных ошибок в решениях                                                                             |
| XVII                           | 2005 год, 17—21 апреля         | Новосибирск                    | 206 (58)                       | Общая длина сетевого кабеля, использовавшегося для соединения компьютеров, составила около 4-х километров. |
| XVIII                          | 2006 год, 21—27 апреля         | Кисловодск                     | 198 (67)                       | Во время проведения олимпиады были также организованы и интернет-туры, в которых мог попробовать свои силы любой желающий. |
| XIX                            | 2007 год, 20—26 апреля         | Челябинск                      | 187 (58)                       | Во время олимпиады проводилась прямая интернет-трансляция основных событий, таких как туров олимпиады и церемоний открытия и закрытия. |
| XX                             | 2008 год, 20—26 апреля         | Тверь                          | 248 (68)                       | В рамках олимпиады проводился интернет-телемост, в ходе которого участники могли задать свои вопросы академику РАН Николаю Николаевичу Красовскому и члену-корреспонденту РАН Владимиру Евгеньевичу Третьякову. |
| XXI                            | 2009 год, 3—9 апреля           | Новосибирск                    | 229 (68)                       | |
| XXII                           | 2010 год, 19—25 апреля         | Ханты-Мансийск                 | 203 (57)                       | Компьютеры на олимпиаде соединялись при помощи технологии Wi-Fi, чего ранее на олимпиадах по информатике такого уровня не практиковалось. |
| XXIII                          | 2011 год, 11—17 апреля         | Пермь                          | 227 (65)                       | На олимпиаде участникам было впервые предложено 8 задач, была добавлена система обратной связи — по каждой задаче участники определенное жюри количество раз могли узнать результат тестирования на конечном наборе тестов, ранее эти результаты были доступны только после окончания тура.                               |
| XXIV                           | 2012 год, 10—16 апреля         | Казань                         | 240 (63)                       | |
| XXV                            | 2013 год, 24—29 марта          | Уфа                            |                                | |
| XXVI                           | 2014 год, 6—12 апреля          | Екатеринбург                   | 245 (50)                       | |
| XXVII                          | 2015 год, 5—11 апреля          | Архангельск                    | 251                            | |
| XXVIII                         | 2016 год, 3—9 апреля           | Казань                         | 242                            | Во время туров проводилась интернет-трансляция результатов на официальном сайте олимпиады |
| XXIX                           | 2017 год, 26 марта—1 апреля    | Иннополис                      | 241                            | |
| XXX                            | 2018 год, 1—8 апреля           | Ульяновск                      | 220                            | |
| XXXI                           | 2019 год, 11—17 апреля         | Иннополис                      | 266                            | |
| XXXIII                         | 2021 год, 6—11 апреля          | Москва                         | 384                            | Во время туров проводилась интернет-трансляция результатов на официальном сайте олимпиады. |
| XXXIV                          | 2022 год, 24—30 марта          | Сириус                         | 347                            | Во время туров проводилась интернет-трансляция результатов на официальном сайте олимпиады. |
| XXXV                           | 2023 год, 1—7 апреля           | Тюмень                         | 349                            | Во время туров проводилась интернет-трансляция результатов на официальном сайте олимпиады. |
| XXXVI                          | 2024 год, 6-11 апреля          | Иннополис                      | 377                            | Во время туров проводилась интернет-трансляция результатов на официальном сайте олимпиады. |

## Этапы

Заключительный этап XXI Всероссийской олимпиады школьников

Согласно положению о Всероссийской олимпиаде школьников, выделяется четыре этапа олимпиады:
- Школьный этап олимпиады проводится общеобразовательными учреждениями в октябре—ноябре каждого года. Задания для школьного этапа составляются предметно-методическими комиссиями муниципального этапа с учётом рекомендаций Центральной предметно-методической комиссии. В школьном этапе олимпиады может принять участие любой обучающийся 5—11 классов общеобразовательной школы[39], однако на практике олимпиада охватывает не все школы, основной причиной чего, по мнению председателя Центральной предметно-методической комиссии по информатике В. М. Кирюхина[40], является отсутствие методической поддержки учителей[41].
- Муниципальный этап олимпиады проводится органами местного самоуправления в ноябре—декабре каждого года. Задания для муниципального этапа составляются предметно-методическими комиссиями регионального этапа с учётом рекомендаций Центральной предметно-методической комиссии. Участниками этапа являются учащиеся 7—11 классов, являющиеся победителями и призёрами школьного этапа олимпиады, либо победителями и призёрами муниципального этапа предыдущего года[39].
- Региональный этап олимпиады проводится в субъектах Российской Федерации в январе—феврале каждого года. Организаторами этапа являются органы исполнительной власти субъектов Российской Федерации, осуществляющих управление в сфере образования. Задания для регионального этапа составляются Центральной предметно-методической комиссией. Участниками этапа являются учащиеся 9—11 классов, являющиеся победителями и призёрами муниципального этапа олимпиады, либо победителями и призёрами регионального этапа прошлого года[39]. Этап проводится в два основных тура, к которым может добавляться третий пробный тур. Этап проводится практически одновременно во всех субъектах России, чтобы исключить возможность утечки олимпиадных заданий. После этапов проводится процедура разбора заданий[42].
- Заключительный этап Всероссийской олимпиады школьников по информатике ежегодно проводится Министерством образования и науки Российской Федерации в одном из городов России. Задания для заключительного этапа, как и для регионального этапа, составляются Центральной методической комиссией[39]. Этап состоит из трёх туров, один из которых является пробным. На пробном туре участники решают несколько задач, направленных на изучение возможностей и тестирование программного обеспечения на их компьютерах и работы автоматической тестирующей системы[43]. На каждом из основных туров участникам предлагается несколько задач, число которых определяется жюри олимпиады, но не может быть менее трёх[43]. До 2010 года участникам предлагалось три задачи, с 2011 года — четыре задачи на каждом туре. Участники, получившие дипломы победителей и призёров на этом этапе, получают право поступления без экзаменов в любой вуз страны для обучения по профильным специальностям[39], а также получают денежные премии[44][45].

## Задачи
На олимпиаде выделяется два основных типа задач:
- Задачи, решением которых является программа. При решении такой задачи участник должен составить программу, которая по заданному входному файлу сформирует выходной, и сдать исходный текст программы в проверяющую систему. Программа участника будет скомпилирована, а корректность её работы будет проверена на различных входных данных, заранее неизвестных участнику. На работу скомпилированных программ налагаются ограничения по объёму используемой оперативной памяти, времени выполнения, а также запрещается доступ к посторонним файлам, системным и сетевым ресурсам[46]. При этом выделяется несколько подтипов:
  - стандартная, то есть корректность программы проверяется при помощи запуска на неизменном наборе текстовых входных данных, а результат должен выводиться в стандартный поток вывода.
  - интерактивная, то есть программа участника взаимодействует с программой-интерактором[49], разработанной жюри.
  - с двойным запуском, то есть программа участника запускается дважды. На втором запуске программе подаются данные, которые зависят от вывода программы во время первого запуска. Обычно в таких задачах требуется реализовать алгоритмы защиты от ошибок при передаче данных, шифрования и дешифрования данных, сжатия данных.
  - интерактивная с двойным запуском
- С открытыми тестами: задачи, решением которых является выходной файл. В данном типе задач все входные данные уже известны участнику, ему необходимо лишь получить для каждого входного файла соответствующий ему выходной и сдать его в проверяющую систему. При этом способ, которым участник получил ответ, не важен.

Современные задачи олимпиады являются многоуровневыми, то есть даже неполные и неэффективные решения пройдут определённые группы тестов и принесут участникам некоторое количество баллов. При этом научный комитет олимпиады рассматривает многочисленные варианты решения каждой задачи и составляет наборы тестов таким образом, чтобы лишь полные решения смогли пройти все тесты и набрать максимальный балл.

## Руководящие органы олимпиады
Организационно-методическое обеспечение олимпиады на постоянной основе обеспечивают два органа: Центральный оргкомитет Всероссийской олимпиады школьников и центральная предметно-методическая комиссия по информатике. Центральный оргкомитет обеспечивает контроль за всеми соревнованиями, входящими в систему Всероссийских олимпиад, в то время как центральная предметно-методическая комиссия формируется отдельно по каждому из предметов. В то же время, на каждом из этапов олимпиады также формируются оргкомитет олимпиады и жюри. Кроме того, специфичным для олимпиад по информатике является выделение ещё двух органов — научного и технического комитетов.

### Центральная предметно-методическая комиссия
Центральная предметно-методическая комиссия олимпиады разрабатывает тексты олимпиадных заданий и требования к проведению заключительного и регионального этапов, а также методические рекомендации по составлению требований к проведению и заданий для школьного и муниципального этапов. Членами центральной предметно-методической комиссии по информатике являются:
- Станкевич Андрей Сергеевич (председатель) — доцент Санкт-Петербургского государственного университета информационных технологий, механики и оптики, кандидат технических наук.
- Малеев Алексей Викторович (заместитель председателя) — директор Центра развития ИТ-образования федерального государственного автономного образовательного учреждения высшего образования «Московский физико-технический институт (национальный исследовательский университет)».
- Андреева Елена Владимировна — заведующая кафедрой информатики СУНЦ МГУ, кандидат физико-математических наук, доцент.
- Ахмедов Максим Басирович — руководитель группы разработки общества с ограниченной ответственностью «Яндекс.Облако».
- Грибов Филипп Юрьевич — преподаватель кафедры Алгоритмов и структур данных Автономной некоммерческой организации дополнительного образования «Тинькофф Образование».
- Кириенко Денис Павлович — учитель информатики государственного бюджетного общеобразовательного учреждения города Москвы «Школа № 179».
- Кленин Александр Сергеевич — старший преподаватель федерального государственного автономного образовательного учреждения высшего образования «Дальневосточный федеральный университет».
- Корнеев Георгий Александрович — доцент кафедры компьютерных технологий Санкт-Петербургского государственного университета информационных технологий, механики и оптики, кандидат технических наук.
- Маврин Павел Юрьевич — ассистент факультета информационных технологий и программирования Санкт-Петербургского государственного университета информационных технологий, механики и оптики.
- Процко Екатерина Сергеевна — директор центра подготовки и привлечения абитуриентов автономной некоммерческой организации высшего образования «Университет Иннополис».
- Пядеркин Михаил Михайлович — преподаватель кафедры дискретной математики федерального государственного автономного образовательного учреждения высшего образования «Московский физико-технический институт (национальный исследовательский университет)», кандидат физико-математических наук (PhD).
- Тихомиров Михаил Игоревич — преподаватель кафедры дискретной математики федерального государственного автономного образовательного учреждения высшего образования «Московский физико-технический институт (национальный исследовательский университет)», кандидат физико-математических наук (PhD).
- Шедов Сергей Валерьевич — старший преподаватель кафедры алгоритмов и технологий программирования федерального государственного автономного образовательного учреждения высшего образования «Московский физико-технический институт (национальный исследовательский университет)», кандидат физико-математических наук (PhD).
- Шуйкова Инесса Анатольевна — ректор государственного автономного учреждения дополнительного профессионального образования Липецкой области «Институт развития образования», кандидат технических наук.

### Научный и технический комитеты
Специфика олимпиад по информатике привела к необходимости создания дополнительных рабочих органов. Научный комитет заключительного этапа олимпиады формируется из талантливых студентов и выпускников вузов, являющихся призёрами и победителями олимпиад по информатике высокого уровня. Научный комитет подготавливает пакет задач, из которого впоследствии жюри выбирает несколько задач, которые будут предложены участникам для решения. Кроме того, в задачи научного комитета входит разработка проверяющих программ для задач и проверка решений участников. Технический комитет олимпиады обеспечивает выполнение необходимых задач технического характера, таких как объединение компьютеров в локальную сеть, обеспечение работы тестирующей системы и решение возникающих у участников проблем с аппаратным и программным обеспечением.